# Giacomo Goblin
Giacomo Goblin, conosciuto anche come Giacomo della Bruna (... – aprile 1369), è stato un vescovo cattolico boemo.

## Biografia
Sacerdote della diocesi di Olomouc, il 21 novembre 1354 fu nominato vescovo di Feltre e Belluno da papa Innocenzo VI.
Il 26 maggio 1355 traslò solennemente i resti mortali dei santi martiri Vittore e Corona nell'arca marmorea che aveva commissionato.
Morì nell'aprile 1369.